# Верхнехавский район
Верхнеха́вский райо́н — административно-территориальная единица (район) и муниципальное образование (муниципальный район) на севере Воронежской области России.
Административный центр — село Верхняя Хава.

## География
Район граничит на северо-западе и на севере с Усманским и Добринским районами Липецкой области, на северо-востоке — с Эртильским, на востоке — с Панинским, на юго-западе — с Новоусманским и на западе — с Рамонским районами Воронежской области.
Площадь района — 1255 км². Основные реки — Хава, Усмань.

## История
Верхнехавский район Воронежской области образован 12 января 1965 года Указом Президиума Верховного Совета РСФСР. Законом Воронежской области от 27.12.2004 г. № 92-ОЗ Верхнехавский район наделен статусом муниципального района.

## Население
| 1989    | 2000    | 2002    | 2005    | 2009    | 2010    | 2011    | 2012    | 2013    |
| ------- | ------- | ------- | ------- | ------- | ------- | ------- | ------- | ------- |
| 30 896  | ↘29 618 | ↘26 656 | ↘20 784 | ↗24 501 | ↗25 156 | ↘25 142 | ↘25 135 | ↘25 033 |
| 2014    | 2015    | 2016    | 2017    | 2018    | 2019    | 2020    | 2021    | 2025    |
| ↘24 757 | ↘24 665 | ↘24 446 | ↘24 406 | ↘24 034 | ↘23 507 | ↘23 108 | ↘23 058 | ↘22 614 |

### Национальный состав
По итогам переписи населения 2020 года проживали следующие национальности (национальности менее 0,1 % и другое, см. в сноске к строке «Другие»):
| Национальность | Численность, чел. | Доля     |
| -------------- | ----------------- | -------- |
| Русские        | 21 943            | 95,16 %  |
| Азербайджанцы  | 155               | 0,67 %   |
| Армяне         | 153               | 0,66 %   |
| Украинцы       | 86                | 0,37 %   |
| Чеченцы        | 67                | 0,29 %   |
| Даргинцы       | 56                | 0,24 %   |
| Узбеки         | 53                | 0,23 %   |
| Грузины        | 41                | 0,18 %   |
| Таджики        | 32                | 0,14 %   |
| Молдаване      | 30                | 0,13 %   |
| Татары         | 29                | 0,13 %   |
| Другие         | 413               | 1,80 %   |
| Итого          | 23 058            | 100,00 % |

## Муниципально-территориальное устройство
В Верхнехавский муниципальный район входят 17 муниципальных образований со статусом сельских поселений:
| №  | Муниципальное образование             | Административный центр  | Количество населённых пунктов | Население | Площадь, км2 |
| -- | ------------------------------------- | ----------------------- | ----------------------------- | --------- | ------------ |
| 1  | Александровское сельское поселение    | село Александровка      | 5                             | ↗260      | 50,82        |
| 2  | Большеприваловское сельское поселение | село Большая Приваловка | 2                             | ↘600      | 50,74        |
| 3  | Верхнелуговатское сельское поселение  | село Верхняя Луговатка  | 2                             | ↘456      | 44,81        |
| 4  | Верхнемазовское сельское поселение    | посёлок Верхняя Маза    | 6                             | ↘482      | 76,08        |
| 5  | Верхнеплавицкое сельское поселение    | село Верхняя Плавица    | 2                             | ↗374      | 54,64        |
| 6  | Верхнехавское сельское поселение      | село Верхняя Хава       | 6                             | ↘7730     | 175,86       |
| 7  | Малоприваловское сельское поселение   | село Малая Приваловка   | 7                             | ↗656      | 231,32       |
| 8  | Малосамовецкое сельское поселение     | посёлок Малый Самовец   | 1                             | ↘215      | 41,74        |
| 9  | Нижнебайгорское сельское поселение    | село Нижняя Байгора     | 2                             | ↘981      | 77,45        |
| 10 | Парижскокоммунское сельское поселение | село Парижская Коммуна  | 3                             | ↗1424     | 39,67        |
| 11 | Плясоватское сельское поселение       | село Плясоватка         | 3                             | ↘451      | 59,87        |
| 12 | Правохавское сельское поселение       | село Правая Хава        | 3                             | ↘508      | 68,06        |
| 13 | Семёновское сельское поселение        | село Семёновка          | 4                             | ↘448      | 43,92        |
| 14 | Спасское сельское поселение           | посёлок Вишнёвка        | 8                             | ↘1381     | 63,60        |
| 15 | Сухогаёвское сельское поселение       | село Сухие Гаи          | 6                             | ↘593      | 68,38        |
| 16 | Углянское сельское поселение          | село Углянец            | 2                             | ↗6511     | 18,80        |
| 17 | Шукавское сельское поселение          | посёлок Шукавка         | 3                             | ↘507      | 87,20        |

Также с конца 2004 года по март 2006 года в район входило Краснолесненское городское поселение (населённые пункты: рабочий посёлок Краснолесный, посёлки Водокачка, Чистое, нп Госзаповедник Центральная Усадьба), переданные из подчинения Железнодорожного района города Воронежа. В марте 2006 года указанные населённые пункты были восстановлены в составе городского округа города Воронежа и впоследствии включены в его черту.

## Населённые пункты
В районе 65 населённых пунктов:
| №  | Населённый пункт   | Тип     | Население | Муниципальное образование             |
| -- | ------------------ | ------- | --------- | ------------------------------------- |
| 1  | Абрамовка          | деревня | ↘23       | Семёновское сельское поселение        |
| 2  | Александровка      | село    | ↘285      | Александровское сельское поселение    |
| 3  | Андреевка 1-я      | деревня | ↗72       | Сухогаёвское сельское поселение       |
| 4  | Архангельское      | деревня | ↘1        | Верхнеплавицкое сельское поселение    |
| 5  | Архангельское      | село    | ↘125      | Плясоватское сельское поселение       |
| 6  | Беловка            | село    | ↘154      | Большеприваловское сельское поселение |
| 7  | Богословка         | село    | ↘95       | Верхнехавское сельское поселение      |
| 8  | Большая Михайловка | посёлок | ↘23       | Семёновское сельское поселение        |
| 9  | Большая Приваловка | село    | ↘582      | Большеприваловское сельское поселение |
| 10 | Васильевка 1-я     | село    | ↘337      | Верхнехавское сельское поселение      |
| 11 | Васильевка 2-я     | село    | ↘11       | Шукавское сельское поселение          |
| 12 | Верхняя Байгора    | село    | ↘396      | Нижнебайгорское сельское поселение    |
| 13 | Верхняя Луговатка  | село    | ↘576      | Верхнелуговатское сельское поселение  |
| 14 | Верхняя Маза       | посёлок | ↘448      | Верхнемазовское сельское поселение    |
| 15 | Верхняя Плавица    | село    | ↘432      | Верхнеплавицкое сельское поселение    |
| 16 | Верхняя Хава       | село    | ↘7344     | Верхнехавское сельское поселение      |
| 17 | Виноградовка       | посёлок | ↘16       | Спасское сельское поселение           |
| 18 | Вишнёвка           | посёлок | ↗808      | Спасское сельское поселение           |
| 19 | Владимировка       | посёлок | ↘1        | Малоприваловское сельское поселение   |
| 20 | Воля               | посёлок | ↗58       | Шукавское сельское поселение          |
| 21 | Грушино            | село    | ↘124      | Спасское сельское поселение           |
| 22 | Дмитро-Покровское  | село    | ↘56       | Сухогаёвское сельское поселение       |
| 23 | Енино              | посёлок | ↗7        | Малоприваловское сельское поселение   |
| 24 | Желдаевка          | посёлок | ↗79       | Малоприваловское сельское поселение   |
| 25 | Забугорье          | село    | ↘48       | Парижскокоммунское сельское поселение |
| 26 | Ильиновка          | деревня | ↘35       | Правохавское сельское поселение       |
| 27 | Лукичёвка          | посёлок | ↘1        | Малоприваловское сельское поселение   |
| 28 | Малая Приваловка   | село    | ↘435      | Малоприваловское сельское поселение   |
| 29 | Малиновка          | посёлок | ↘153      | Спасское сельское поселение           |
| 30 | Малый Самовец      | посёлок | ↘215      | Малосамовецкое сельское поселение     |
| 31 | Марьевка           | посёлок | ↗16       | Александровское сельское поселение    |
| 32 | Марьевка           | село    | ↘106      | Сухогаёвское сельское поселение       |
| 33 | Митрофановка       | посёлок | ↘53       | Александровское сельское поселение    |
| 34 | Мокруша            | деревня | ↗9        | Верхнехавское сельское поселение      |
| 35 | Нескучное          | посёлок | ↘1        | Спасское сельское поселение           |
| 36 | Нижняя Байгора     | село    | ↘575      | Нижнебайгорское сельское поселение    |
| 37 | Нижняя Маза        | село    | ↘89       | Верхнемазовское сельское поселение    |
| 38 | НИИОХ              | посёлок | ↘256      | Спасское сельское поселение           |
| 39 | Николаевка         | посёлок | ↘11       | Верхнемазовское сельское поселение    |
| 40 | Никольское         | посёлок | ↘79       | Малоприваловское сельское поселение   |
| 41 | Никольское 3-е     | деревня | ↘18       | Верхнемазовское сельское поселение    |
| 42 | Никоново           | село    | ↘548      | Парижскокоммунское сельское поселение |
| 43 | Охочевка           | село    | ↘1        | Верхнелуговатское сельское поселение  |
| 44 | Парижская Коммуна  | село    | ↗844      | Парижскокоммунское сельское поселение |
| 45 | Перовка            | село    | ↘123      | Семёновское сельское поселение        |
| 46 | Плясоватка         | село    | ↘259      | Плясоватское сельское поселение       |
| 47 | Подлесный          | посёлок | ↗2460     | Углянское сельское поселение          |
| 48 | Покровка           | деревня | ↘95       | Плясоватское сельское поселение       |
| 49 | Правая Хава        | село    | ↘563      | Правохавское сельское поселение       |
| 50 | Приобретёнка       | посёлок | ↘0        | Александровское сельское поселение    |
| 51 | Семёновка          | село    | ↘352      | Семёновское сельское поселение        |
| 52 | Семёновка 1-я      | деревня | ↘1        | Сухогаёвское сельское поселение       |
| 53 | Семёновка 2-я      | деревня | ↘7        | Сухогаёвское сельское поселение       |
| 54 | Синицино           | посёлок | ↘1        | Верхнемазовское сельское поселение    |
| 55 | Спасское           | село    | ↗16       | Спасское сельское поселение           |
| 56 | Степановка         | посёлок | ↘11       | Александровское сельское поселение    |
| 57 | Сухие Гаи          | село    | ↗381      | Сухогаёвское сельское поселение       |
| 58 | Таловая            | деревня | ↗104      | Верхнехавское сельское поселение      |
| 59 | Троицкий           | посёлок | ↘15       | Спасское сельское поселение           |
| 60 | Углянец            | село    | ↗4151     | Углянское сельское поселение          |
| 61 | Фоминичи           | посёлок | ↗38       | Верхнемазовское сельское поселение    |
| 62 | Хлопотное          | посёлок | ↗14       | Правохавское сельское поселение       |
| 63 | Черняхи            | посёлок | ↘0        | Верхнехавское сельское поселение      |
| 64 | Шукавка            | село    | ↘593      | Шукавское сельское поселение          |
| 65 | Эртель             | хутор   | ↘18       | Малоприваловское сельское поселение   |

## Экономика
Основное направление деятельности района — производство зерна, сахарной свёклы, подсолнечника, мяса, молока.
Промышленность района представлена в основном перерабатывающими предприятиями.

## Достопримечательности
На территории района в санатории «Углянец» находится минеральный источник, который используется для приготовления минеральной воды. Также в районе находится Воронежский государственный биосферный заповедник площадью 17,8 тыс. га.